# 481 aC
El 481 aC va ser un any del calendari romà prejulià. Durant la República Romana es coneixia com l'Any del consolat de Vibulà i Fus, o de vegades, any 273 Ab urbe condita o de la fundació de Roma. La denominació 481 aC per a aquest any s'ha emprat des de l'edat mitjana, quan el calendari Anno Domini va ser el mètode més usat a Europa per a anomenar els anys.

## Esdeveniments

### Imperi Persa
- El rei Persa Xerxes I arriba a Sardes i comença a preparar l'exèrcit i la flota per la invasió de Grècia. Segons Heròdot, l'exèrcit de terra anava dirigit pel mateix Xerxes i el formaven nou-cents mil soldats, dels quals vuitanta mil eren genets i vint mil conductors indis, libis i àrabs. El primer cos de l'ala esquerra el dirigia Masistes i el segon cos Mardoni.[2]
- Temístocles és elegit arcont epònim. Preveient les accions de Xerxes I va convèncer els atenencs d'utilitzar la plata de les mines de Làurion per construir una flota en lloc de distribuir els diners entre els atenencs, i garantir així un gran poder naval. Es van construir 200 naus que segons Heròdot van ser utilitzades contra Egina, i després contra Pèrsia.[3][4]

### Sicília
- Geló I va ocupar la ciutat de Mègara Hiblea i la va destruir, segons Heròdot i Tucídides. Tucídides diu que al seu temps la ciutat no existia.[5][6]

### República Romana
- Cesó Fabi Vibulà i Espuri Furi Fus són elegits cònsols a Roma. Fabi Vibulà, a l'inici del seu mandat, es va oposar als intents del tribú de la plebs Espuri Icili (o Licini, segons Titus Livi) que volia fer aprovar una llei agrària impedint mentrestant que els cònsols aixequessin tropes contra Veios i els eqües, que havien pres les armes. Icili va trobar l'oposició d'algun dels seus col·legues, es va poder fer l'allistament i Cesó va poder atacar la ciutat de Veios i als eqües, als que va derrotar només amb la cavalleria, però quan la infanteria havia de perseguir als derrotats, es van amotinar perquè el cònsol s'havia oposat a la llei agrària i van abandonar el campament, amb gran sorpresa dels seus enemics.[7]

## Naixements
- Protàgores, filòsof grec (data probable) (mort l'any 420 aC o potser el 411 aC).[8]